# Iperuragano
Un iperuragano è un ipotetico tipo di uragano che potrebbe formarsi se gli oceani raggiungessero la temperatura di circa 50 °C (122 °F), che è di 15 °C (27 °F) più calda della temperatura più calda mai registrata in un oceano. Un aumento del genere della temperatura potrebbe essere causato dall'impatto di un asteroide, l'eruzione di un supervulcano o un forte riscaldamento globale. L'ipotesi è stata sviluppata da Kerry Emanuel, professore di meteorologia del MIT che ha anche coniato il termine.

## Descrizione
Per permettere la formazione di un iperuragano, secondo il modello ipotetico di Kerry Emanuel, la temperatura dell'oceano dovrebbe essere di 48 °C (120 °F). Al contrario dei classici uragani, un ipotetico iperuragano si estenderebbe fino alla stratosfera superiore.
Un iperuragano avrebbe venti sostenuti con velocità di 800 km/h e una pressione atmosferica centrale di circa 700 millibar, la quale gli donerebbe un ciclo vitale molto lungo. Una tempesta del genere sarebbe otto volte più potente delle più forti tempeste mai registrate.
Le condizioni estreme necessarie alla formazione di un iperuragano potrebbero plausibilmente creare un sistema della grandezza del Nord America, con onde di tempesta alte diciotto metri e un occhio largo 300 chilometri. Le nubi di un iperuragano si inoltrerebbero fino a trenta chilometri nella stratosfera, rischiando di danneggiare lo strato d'ozono della Terra.